# Spectroscopie photoélectronique
Pour les articles homonymes, voir PES.

Principe de la spectroscopie photoélectronique résolue en angle (angular-resolved photoelectron spectroscopy, ARPES)

La spectroscopie photoélectronique (photoelectron spectroscopy, PES) ou spectroscopie de photoémission (photoemission spectroscopy) est un ensemble de méthodes spectroscopiques fondées sur la détection  d'électrons émis par des molécules après le bombardement de celle-ci par une onde électromagnétique monochromatique. Cette spectroscopie fait partie des méthodes de spectroscopie électronique. 
Elle est utilisée pour mesurer l'énergie de liaison des électrons dans la matière, c'est-à-dire à sonder les états occupés. Son principe consiste à mesurer l'énergie des électrons émis par effet photoélectrique en ionisant les atomes d'un solide, un gaz ou un liquide avec un rayonnement ultraviolet ou X. Dans le cas des solides, seuls les atomes de surface (moins de 1 nm) peuvent être ionisés, il s'agit donc d'une technique limitée à l'étude des surfaces.
L'étude des états inoccupés utilise la spectroscopie de photoémission inverse (IPES), qui consiste à bombarder un échantillon avec des électrons et à analyser l'émission résultante de photons. On peut également accéder au vecteur d'onde des électrons avec la spectroscopie photoélectronique résolue en angle (ARPES).

## Typologie
Deux techniques sont les plus connues :
| Nom | Nom et sigle en anglais                                                                    | Rayonnement | Électrons arrachés                       |
| --- | ------------------------------------------------------------------------------------------ | ----------- | ---------------------------------------- |
| Spectrométrie photoélectronique X connue aussi sous le nom de spectroscopie d'électrons pour l'analyse chimique | X-ray Photoelectron Spectroscopy (XPS), Electron Spectroscopy for Chemical Analysis (ESCA) | Rayon X     | Les électrons de cœur (proches du noyau) |
| Spectrométrie photoélectronique UV                                                                              | Ultraviolet Photoelectron Spectroscopy (UPS)                                               | Ultraviolet | Les électrons de valence (externes)      |

### Spectrométrie photoélectronique X
La spectrométrie photoélectronique X (XPS) a été développée par le physicien suédois Kai Siegbahn (1918-2007) à partir de 1957, et est utilisée pour étudier les niveaux d'énergie des électrons de cœur, principalement dans les solides. Siegbahn nomma cette technique spectroscopie d'électrons pour l'analyse chimique (ESCA), puisque les niveaux de cœur subissent de faibles déplacements chimiques quel que soit l'environnement chimique des atomes ionisés, autorisant ainsi une identification de la nature des éléments sondés. Siegbahn a reçu le prix Nobel de physique en 1981 pour son travail sur la "spectroscopie d'électrons à haute résolution" (en énergie), à la suite de son père Karl Manne Georg Siegbahn qui reçut le prix Nobel de physique en 1924.

### Spectrométrie photoélectronique UV
La spectrométrie photoélectronique UV (UPS) est utilisée pour l'étude des gaz et des surfaces de solides, pour la détermination des niveaux des électrons de valence et des électrons impliqués dans une liaison chimique. La méthode fut développée initialement pour étudier des molécules en phase gazeuse en 1962 par David W. Turner, puis approfondie par d'autres physiciens, dont David C. Frost, J.H.D. Eland et K. Kimura. En particulier, Richard Smalley introduisit l'usage d'un laser UV pour exciter l'échantillon pour l'étude de l'énergie de liaison des électrons à des clusters moléculaires en phase gazeuse. 
Dans la région des UV lointains (Extreme UV Photoelectron Spectroscopy, EUPS), la technique est utilisée pour sonder la structure de la bande de valence dans les solides. L'énergie des photons utilisés est située entre ceux de la XPS et l'UPS, et permet une meilleure résolution en énergie.

## Principe physique
Le principe physique de la PES repose sur l'effet photoélectrique : l'échantillon est exposé à un faisceau lumineux UV ou X dont les photons arrachent certains électrons. L'énergie des photoélectrons émis est caractéristique de leur état initial dans la matière, et dépend également des états vibrationnel ou rotationnel. 
Cette technique est une des plus sensibles et précises pour la détermination des spectres de densité d'états électroniques. Sa sensibilité permet notamment la détection de substances à l'état de trace, pourvu que l'échantillon soit compatible avec des conditions d'ultravide (UHV).
Les instruments travaillant dans l'UV utilisent classiquement une source lumineuse à base d'hélium gazeux, capable d'émettre des photons jusqu'à 52 eV (soit une longueur d'onde de 23,7 nm). Les photoélectrons émis sont collectés et comptés en fonction de leur énergie cinétique. Il en résulte un spectre donnant l'intensité du signal en fonction de l'énergie. Les valeurs de l'énergie cinétique Ek sont converties en énergie de liaison Eb par la relation d'Einstein Ek = hν − Eb, où le terme hν est l'énergie des photons incidents (h est la constante de Planck et ν la fréquence du rayonnement). Un rayonnement synchrotron peut également être utilisé comme source.
Les énergies de liaison sont caractéristiques de la structure et de la nature chimique du matériau. 
La résolution actuellement atteinte en énergie est inférieure à 10 meV.